# Odontobracon janzeni
Odontobracon janzeni är en stekelart som beskrevs av Marsh 1988. Odontobracon janzeni ingår i släktet Odontobracon och familjen bracksteklar. Inga underarter finns listade i Catalogue of Life.